# Meseta de lagos de Mecklemburgo
Meseta de lagos de Mecklemburgo (en alemán: Mecklenburgische Seenplatte) es uno de los seis distritos que, junto con las dos ciudades independientes de Schwerin y Rostock, forman el estado federado alemán de Mecklemburgo-Pomerania Occidental. Está situado en el centro-sur del estado, limitando al norte con Pomerania Occidental-Rügen, al este con Pomerania Occidental-Greifswald, al sur con Brandeburgo, al este con Ludwigslust-Parchim y al noreste con el distrito de Rostock.
Tiene una superficie de 5468 km², una población a finales de 2016 de 261 816 habs. y una densidad poblacional de 48 hab/km². Su capital es la ciudad de Nuevo Brandeburgo.